# Château de Pilate
Pour les articles homonymes, voir Pilate.
Le château de Pilate est un château valdôtain situé le long de la via Francigena au cœur du bourg de Nus, l'une des plus anciennes seigneuries féodales de la Vallée d'Aoste. C'est une maison forte sur plan rectangulaire bâtie par les seigneurs de Nus.

## L'architecture
Le bâtiment original était composé par quatre étages, dont il ne reste aujourd'hui que deux tours angulaires et trois murs.

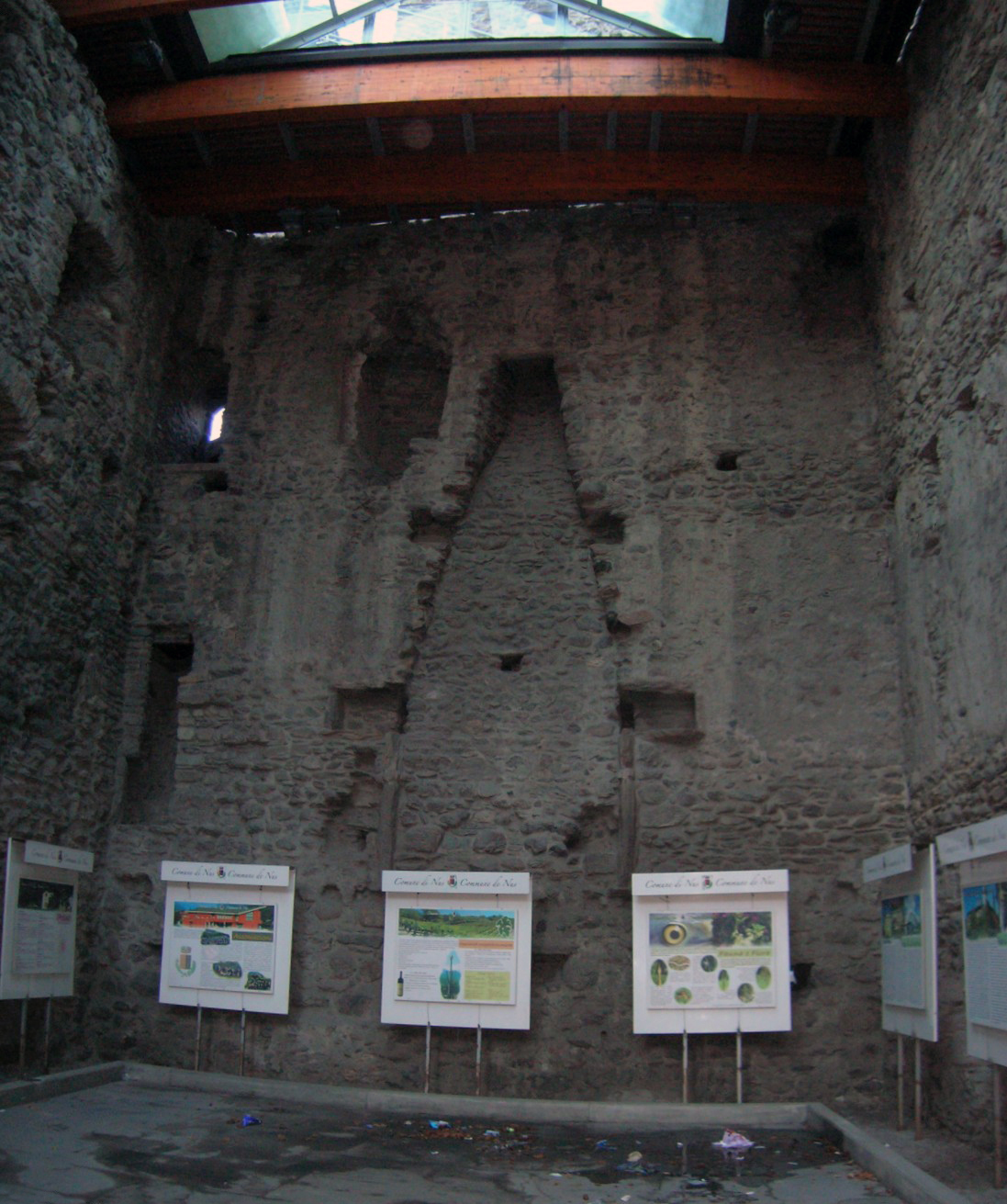
Les traces d'une cheminée à l'intérieur sur le mur nord.

Le mur du côté sud, où s'ouvrait le portail, a été abattu pour élargir la route en face entre la fin du XIXe siècle et le début du XXe. Les tours de protection de l'entrée ont été abattues par conséquent. Ce mur a été reconstruit et détruit à nouveau aux années 1960 lors d'un accident de voiture.
Certains éléments architecturaux ont été reconstruits récemment, d'autres ont été ajoutés tels la couverture en verre et en acier.

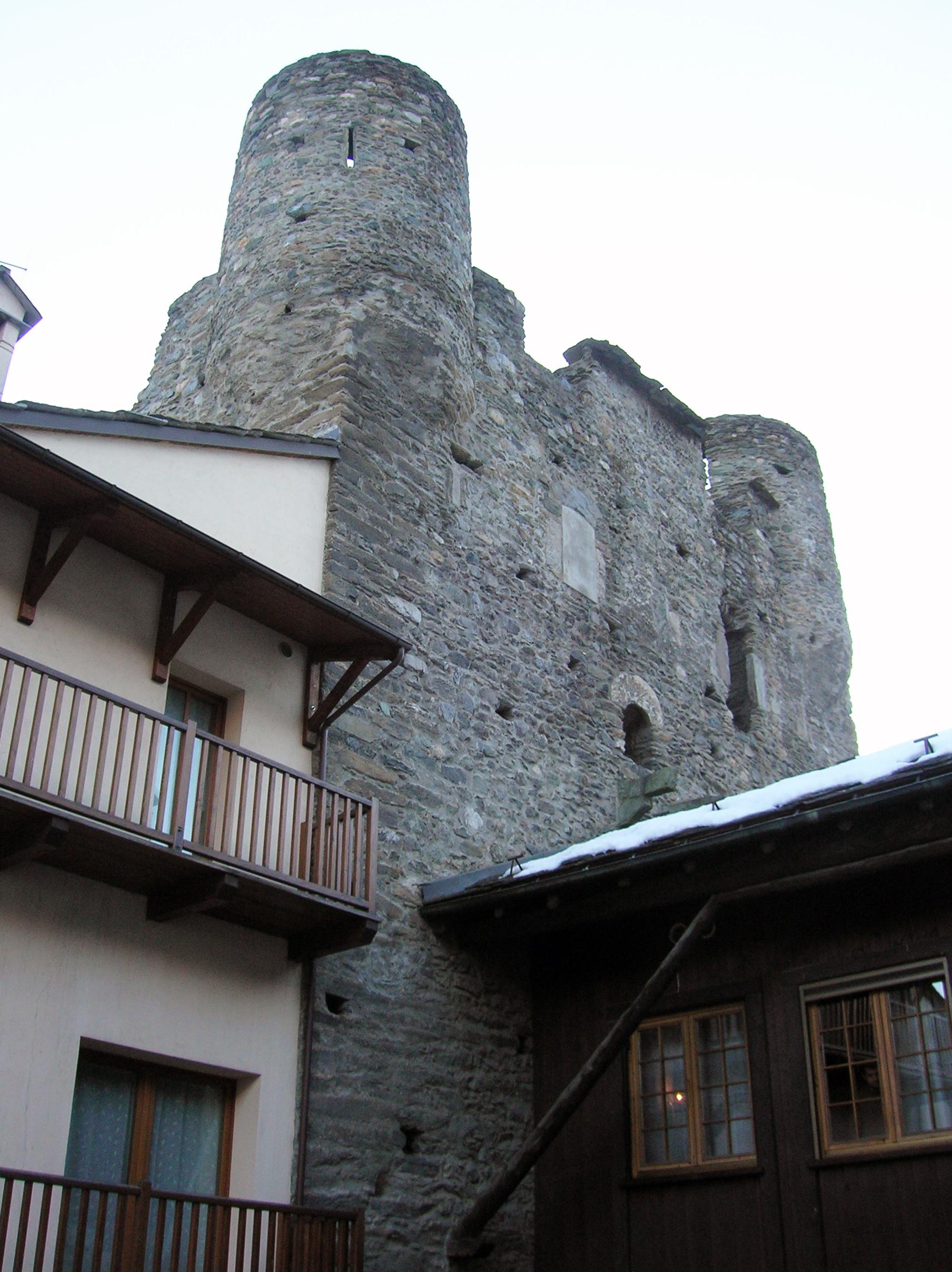
Le côté sud avec ses deux tours saillantes.

## Histoire

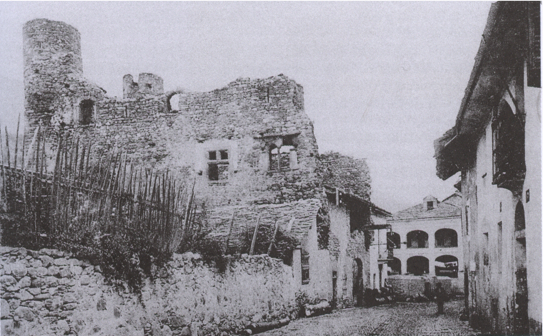
Le château en 1924.

La date de construction est incertaine. Le château remonterait au XIVe ou même au XIIe siècle, selon les différentes sources.
Il est cité pour la première fois dans un hommage en latin prêté en 1337 par Alexandre et Jean, seigneurs de Nus :
Confessi fuerunt... tenere ad feudom... Domun merlatam sitam in burgo de Nus in introitu villae veniendo de Augusta.
Il a été abandonné vers la fin du XVIe siècle à la suite d'un incendie, lorsque les seigneurs de Nus aménagèrent au château de Nus, situé sur le promontoire qui domine le vallon de Saint-Barthélemy. Les documents concernant la seigneurie de Nus, qui y étaient conservés, ont été perdus.

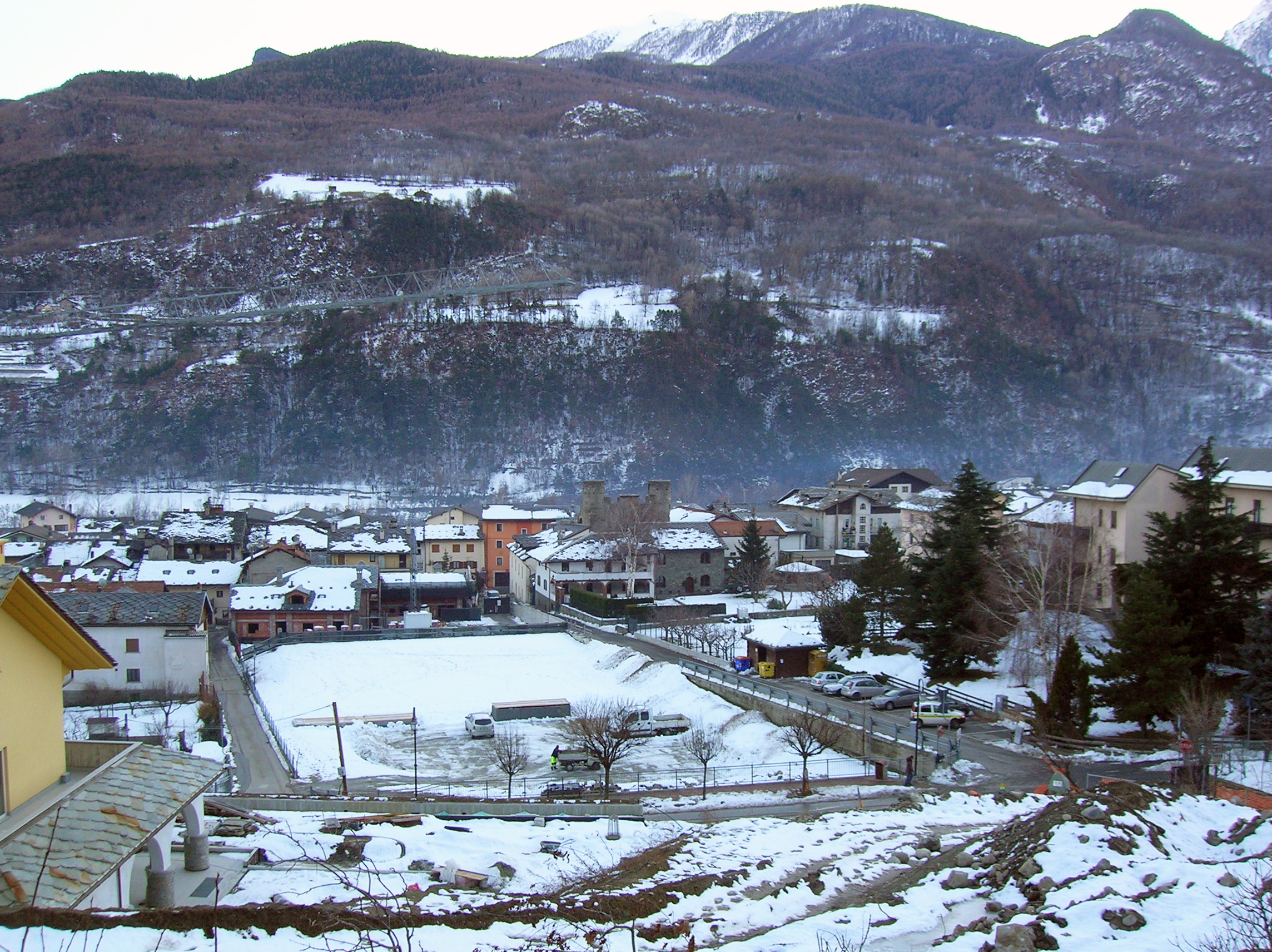
Le château vu depuis l'église paroissiale Saint-Hilaire.

## Légende
L'appellation de ce château dérive, selon une légende, du procureur romain Ponce Pilate qui y séjourna lors d'un voyage à Vienne, où Caligula purgeait son exil. En réalité, à l'époque romaine à cet endroit se situait une simple mansio, mais cette idée a été renforcée lorsque des pièces de monnaie romaines furent retrouvées près les ruines du château de Pilate en 1846, comme témoigne Édouard Aubert. Pilate est cité à Nus par une œuvre du XVIIe siècle, indiquant comme lieu de son séjour le château supérieur.